# Ivica Matešić
Ivica Matešić Jeremija (Arbanasi kod Zadra, 27. veljače 1959. – 21. lipnja 2020.), hrvatski publicist, književnik, časnik i vojno-diplomatski predstavnik.

## Životopis
Obnašao je niz vojnih i civilnih dužnosti, kako tijekom Domovinskog rata tako i nakon njega: Dragovoljac Domovinskog rata 1990. – 1995., dozapovjednik nenaoružanih odreda MZ Arbanasi i Ričine, predsjednik skupštine MZ Ričina, zapovjednik voda veze Sv Ivan-Poličnik,   zapovjednik diverzantskog voda bataljuna "Sveti Mihovil", Pomoćnik zapovjednika 7. Domobranske pukovnije, pomoćnik zapovjednika Zbornog mjesta Zadar, nastavnik na zrakoplovnom učilištu "Rudolf Perešin" u Zadru, gradski vijećnik, predsjednik Turističke zajednice Grada Zadra. Matešić je dugogodišnji kolumnist "Narodnog Lista" (Izravno s bojišnice, Civilna bojišnica), "Zadarskog lista" (Četiri Kantuna). Bio je vojni izaslanik RH u Italiji, 2005. – 2008., prvi hrvatski polaznik Visokih studija obrane (IAZD) Talijanske Republike. Magistrirao 2009. godine na fakultetu političkih znanosti i novinarstva pri sveučilištu u Perugiji.Stekao strućni magisteriji iz komunikologije u Zadru 2010. Zamjenik je načelnika službe za međunarodnu vojnu suradnju MORH-a,2010.2013 načelnik službe za međunarodnu suradnju MORH-a. Vojni izaslanik RH u Makedoniji, Kosovu i Albaniji 2013. – 2017. Nosilac je više vojnih i civilnih odličja.
Na međunarodnom filmskom festivalu vojno dokumentarnog filma u Braccianu - kod Rima, film Darka Dovranića nastao po scenariju Ivice Matešića Jeremije Križ moje braće nagrađen je plaketom  Narodi i vojske za 2006. godinu. Trominutni dokumentarni film " Bombardiranje Zadra 1991." koga potpisuju zajedno Miljenko Dujela i Ivica Matešić nagrađen je u kategoriji povijest istog festivala za 2007. godinu također plaketom " Narodi i Vojske". Istu plaketu "narodi i vojske " dobio je zajedno s Bernardom Kotlarom za njihov film "Zadar-Maslenica 1993" u Braccianu 2008 godine, Njegov epitaf na centralnom križu gradskog groblja u Zadru "Oni su hrvatska njima je dugujemo" uklesan je gotovo na svim spomenicima poginulim braniteljima u Domovinskom ratu Zadarskog kraja. Također isti je upotrebljen za naslov knjige o nestalima u Domovinskom ratu ("Oni su Hrvatska njima je dugujemo", grupa autora Zagreb, 2006.). Matešičev tekst nalazi se na spomen-ploči dvorane u Jazinama posvečen poginulim pripadnicima Tornada " Nitko im nije mogao reći")."Vrijeme garde hrvatske 1991" jedan je od najcitiranijih njegovih tekstova.Njemu se pridružuju pjesme "Ko zlato zemlje oni su bili" i "Cigla na putu"posvećena nestalim pripadnicima Zbora narodne Garde, a naroćiti uspjeh polućila je pjesma "Naresla je trava" posvećena Anti Gotovini pišćevu zapovjedniku i suborcu. U neku ruku ćovjeku koji ga je nagovorio da svoje prve radove skupi u zbirci "Križ moje braće"  " Mir tebi gardo " naslov njegove knjige postao je naslov veb stranice udruge dragovoljaca Slavonskog Broda. Odlomci njegovih knjiga objavlje su u knjizi o stradanju Škabrnje "Naša Škabrnja". Također je citiran u drugom izdanju Vojne psihologije ("Vojna psihologija 2", grupa autora Zagreb, 2002.) kao primjer za adaptaciju na bojišnicu, odnosno nakon rata za primjer adaptacije ratnika pri povratku u civilno društvo. Monsignor Marijan Oblak, zadarski Nadbiskup u miru naveo je radove Ivice Matešića u svom djelu "Tisuću petsto godina Zadarske nadbiskupije". Na znanstvenom skupu " Vukovar kao paradigma muke" doktor profesor Tihomil Maštrović kao svoj referat iznio je rad "Ratna proza Ivice Mastešića". Matešić je i autor teksta i njegov kazivatelj na CD Bernarda Kotlara " Ne zaboravimo 1993. Maslenica 2003." koga je urednik Danijel Kotlar. 
Prvim se radovima javio na početku Domovinskog rata1991.Nakon ranjavanja, neposredno nakon Maslenice ( 18.03 1993 na terenu Škabrnja-Prkos)1994 Izlazi mu prva zbirka " križ moje braće" Kratke priče, realističko -naturalističkog stila, koje ispričane u matešićevim kratkim rečenicama dosežu razinu epskog prikazivanja događaja. Najaći kad pripovjeda. Najslabiji kad filozofira.Tradicionalist, katolički intelektualac, ratnik.  Izaziva dvojaku reakciju književne kritike. jednako je slavljen kao i osporavan.Omiljen među pripadnicima Zbora narodne Garde, piše smišljeno u punoj angažiranosti intelektualne i emotivne napetosti. nagonski emotivan i eruptivno elementaran. Matešić kao da želi cijelu priću izreći u jednoj rijeći.Pripisuje mu se tvorba posebne književne podvrste. tako zvane " Novele Ekskorte".. Njegov književni svijet je uzrujani svijet boišnice ... kako ratne tako i one civilne... otuda naziv njegovih kolumna.  Njegovo pisnje ne vodi ni povijest, ni kritika, ni statistika. ono piše život. Jeremija ga bilježi.Možda je poslije Krleže jedini progovorio tako snažno o životu hrvatskih vojnika. Piše o brzini zaborava i nestanku ushita vremena Domovinskog rata. Njegovih ljudi i događaja. Domaća kritika uspoređivala ga je s Mailerom, Hemigwejwm, Markezom, Gorkim, no u svom izričaju,najbliži je Isaku Babelju, odnosno Ernestu Jungeru

## Djela
Objavio je dosad 10 knjiga na temu Domovinskog rata:
- "Križ moje brače" (1994.)
- "Uskrs duše gardijske" (1996.)
- "S nama su" (1999.)
- "Mir tebi gardo" (2002.)
- "Takvo zar bilo je lice tvoje" (2004.)
- "Naresla je trava" (2006.)
- "Mi smo Zadar"(2009)
- "Puče moj što učini meni"(2012.)
- Pjesma Garde Hrvatske (2016)
- Oni su Hrvatska Njima je dugujemo(2019)

150 godina školstva u *Arbanasima (dio monografije 2019) 
- Pisac scenarija za film Darka Dovranića-Križ moje braće"*
- Po priči Ivice Matešića snimljen film Ivice Božića "Oni su Hrvatska" producenti udruga Žena Domovinskog rata i Vojne policije
- "Pisac teksta za CD "Ne zaboravimo Maslenica 1993-2003"
- "Pisac scenarija za DVD "Maslenica 1993"
- "Uz gosp. Serđa Dokozu i gosp. Dragu Marića autor teksta za DVD "Štorija o zadarskim Arbanasima"
- "Pisac scenarija za DVD "Zadarska Košarka"
- "Jedan od pisaca scenarija za DVD "Barba Slavko, dobri duh Zadra"
- "Uz gosp. Dragu Marića autor teksta za DVD "100 godina nogometa kod zadarskih Arbanasa"
- "Autor teksta plakata "S nama su"
- "autor teksta na spomen križu branitelja "Oni su Hrvatska njima je dugujemo"
- "autor teksta pjesme "Ratnici nisu sjene" festival Jastrebarsko

## Nagrade i priznanja
Za svoj rad nagrađen je: 
- nagradom grada Zadra (1994. i 1997.)
- nagradom Županije Zadarske (1998.)
- odličjem reda "Danice hrvatske s likom Marka Marulića" (1998.)
- Izabran u anketi " Narodnog Lista za građanina godine grada Zadra 1994.
- Plaketa "Narodi i Vojske" - Braciano 2006., 2007. i 2008.
- Velika srebrna plaketa Vojnodiplomatskog Zbora u Rimu 2008.
- posebno priznanje pape Ivana Pavla II 1995. i 1998.
- zlatna medalja Armije Makedonje za vojnu suradnju 2016.
- odličje za osobitu suradnju Snaga Sigurnosti Kosova 2016.
- zlatni orao republike Albanije 2017.
- Nagrada općine Poličnik za doprinos i pisanje o Domovinskom ratu na području općine Poličnik 2019.